# Германізація Польщі (1939–1945)

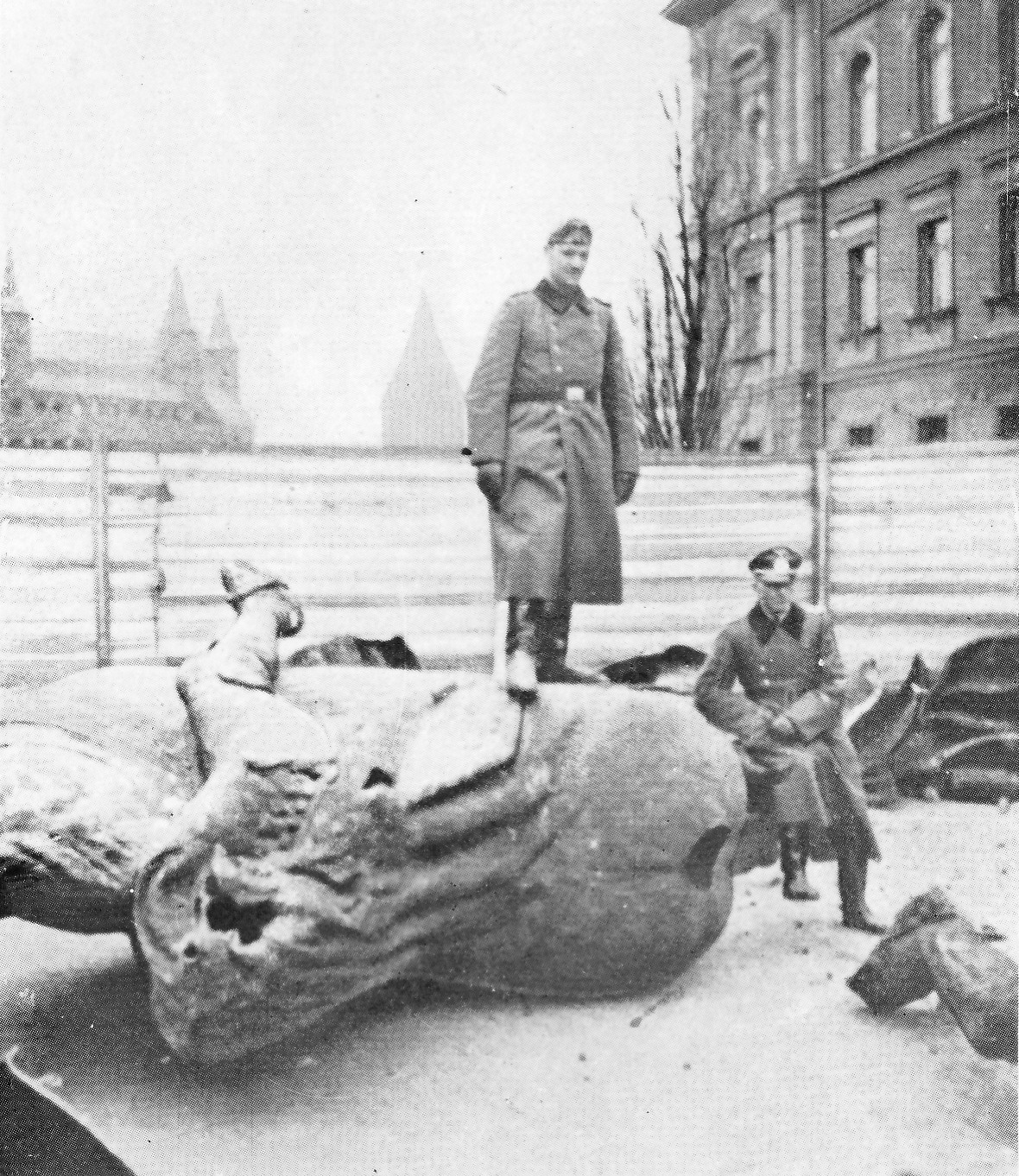
Зруйнований нацистами Грюнвальдський пам'ятник в Кракові (листопад 1939).

Германізація Польщі (1939–1945) — політика германізації, що проводиться нацистською Німеччиною в окупованій Польщі під час Другої світової війни. Включала в себе тотальне нав'язування німецької мови, германізацію топонімів, руйнацію польської науки та культури (в тому числі знищення пам'ятників), виселення та фізичне винищення поляків, зокрема, польської еліти.

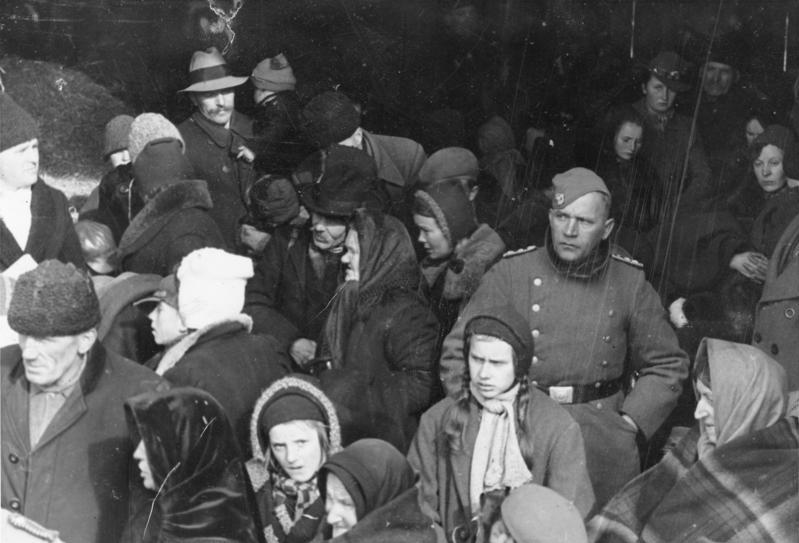
Поляки, вигнані з Варти в 1939 (у тимчасовому таборі).
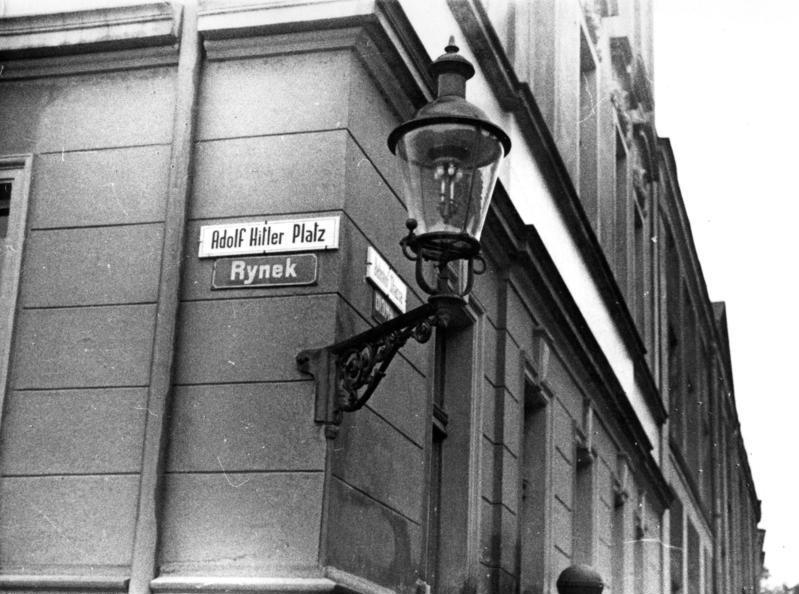
Старий ринок у Познані було перейменовано на «Майдан Адольфа Гітлера».
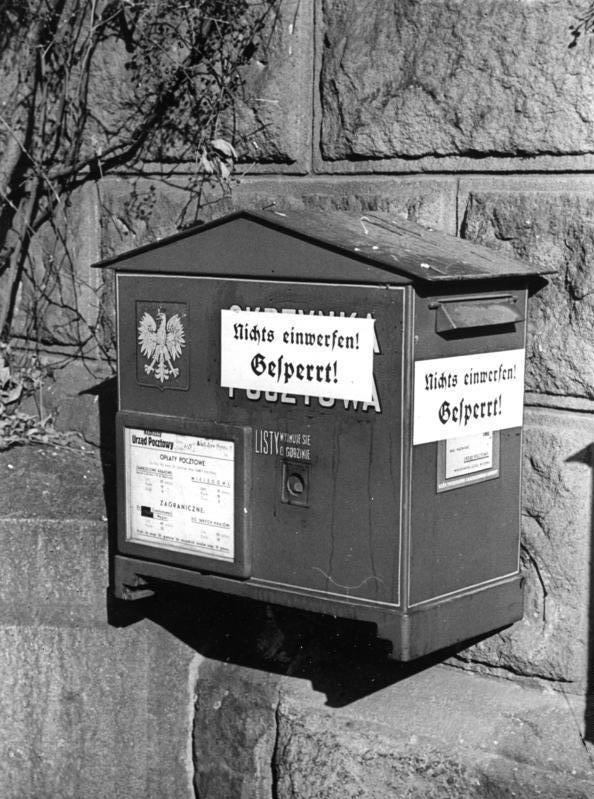
Поштова скринька в Познані.